# さくら隊散る
『さくら隊散る』（さくらたいちる）は、1988年に近代映画協会と天恩山五百羅漢寺が製作し、独立映画センターが配給した日本映画である。

## 概要
江津萩枝のノンフィクション『櫻隊全滅』を原作とし、1945年（昭和20年）8月6日、広島への原爆投下のため命を落とした移動劇団「桜隊」の9人の役者とスタッフの被爆後の足取りを再現ドラマと関係者の証言で綴ったドキュメンタリードラマ。脚本・監督は新藤兼人。ナレーターは「原爆の子」で主演した乙羽信子。

## キャスト（ドラマ部分）

### 桜隊
- 丸山定夫：古田将士
- 園井恵子：未来貴子
- 仲みどり：八神康子
- 高山象三：川島聡互
- 島木つや子：竹井三恵
- 森下彰子：水野なつみ
- 羽原京子：元松功子
- 小室喜代：北川真由美
- 笠絅子：坂上和子
- 槙村浩吉：及川以造
- 池田生二：川道信介
- 八田元夫：内堀和晴

### 日本移動演劇連盟
- 赤星勝美：黒川博之

### 珊瑚座
- 乃木年雄：大林隆介
- 沢道子：石川裕見子

### その他
- 藤堂：小坂井秀行
- 中井夫人：岩倉高子
- 京子の父：江藤漢
- 京子の母：上杉二美
- 散髪屋：広瀬昌助
- 太田怜：清水一男
- 清水善夫：内田正樹

## 証言者

### 演劇関係者（多くが移動演劇に関与）
- 千田是也
- 滝沢修
- 小沢栄太郎
- 宇野重吉
- 松本克平
- 嵯峨善兵
- 浜村純
- 倉田地三
- 殿山泰司
- 長門裕之（映画で園井と共演）
- 河原崎国太郎
- 山本安英
- 杉村春子
- 桑原経重

### 苦楽座・桜隊・日本移動演劇連盟関係者
- 槙村浩吉（桜隊事務長）
- 池田生二（桜隊俳優）
- 利根はる恵（苦楽座女優）
- 赤星勝美（日本移動演劇連盟職員）

### 珊瑚座関係者
- 乃木年雄（珊瑚座座長）

### 宝塚歌劇団関係者
- 葦原邦子（宝塚歌劇団18期生）
- 桜緋紗子（宝塚歌劇団19期生）
- 内海明子（芸名＝加古まち子、宝塚歌劇団28期生）

### その他
- 有馬智寿
- 日高宗敏（五百羅漢寺貫主）
- 丸山由利亜（丸山定夫の姪）
- 清水善夫（仲みどりを診断した東京帝国大学の医学生、証言当時は医師）
- 太田怜（同上）
- 神田泰雄
- 木上ヌイ
- 江津萩枝（原作者）

## 関連文献
- 江津萩枝『櫻隊全滅 ある劇団の原爆殉難記』未來社、1980年 - 原作本
- 新藤兼人 『さくら隊8月6日；広島で被爆した若き新劇人たち』 岩波ブックレット、1988年
- 新藤兼人『さくら隊散る』未来社、1988年 - 映画本